# Liste des gares de la wilaya de Aïn Defla

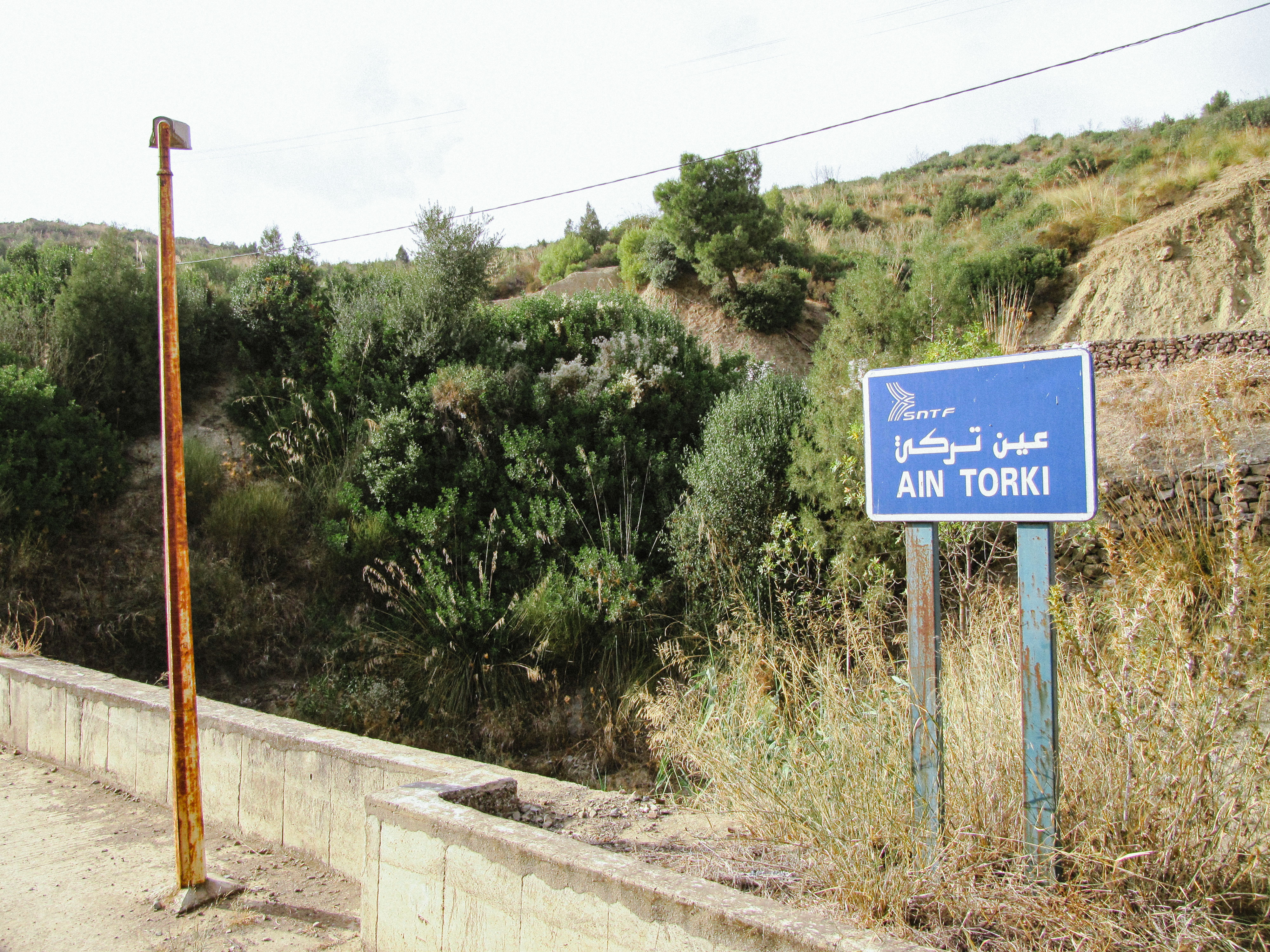
La gare de Aïn Torki.

La liste des gares de la wilaya de Aïn Defla, est une liste des gares ferroviaires situées dans la wilaya de Aïn Defla, en Algérie.

## Gares ferroviaires dans la wilaya
La wilaya de Aïn Defla compte douze gares dont une fermée. Les gares en service sont exploitées par la Société nationale des transports ferroviaires (SNTF).
| Gare                     | Commune        | Ligne        | Remarque    |
| ------------------------ | -------------- | ------------ | ----------- |
| Gare de Aïn Defla        | Aïn Defla      | Alger à Oran |             |
| Gare de Aïn Torki        | Aïn Torki      | Alger à Oran |             |
| Gare d'Arib              | Arib           | Alger à Oran |             |
| Gare de Boumedfaa        | Boumedfaa      | Alger à Oran |             |
| Gare de Cheikh Ben Yahia | El Attaf       | Alger à Oran | Gare fermée |
| Gare d'El Amra           | Rouina         | Alger à Oran |             |
| Gare d'El Attaf          | El Attaf       | Alger à Oran |             |
| gare de Hoceinia         | Hoceinia       | Alger à Oran |             |
| Gare de Khemis Miliana   | Khemis Miliana | Alger à Oran |             |
| Gare de Rouina           | Rouina         | Alger à Oran |             |
| Gare de Sidi Bouabia     | El Attaf       | Alger à Oran |             |
| Gare de Sidi Lakhdar     | Sidi Lakhdar   | Alger à Oran |             |

| \| Arib Aïn Defla Aïn Torki Boumedfaa Cheikh · Ben Yahia El Amra El Attaf Hoceinia Khemis · Miliana Rouina Sidi · Bouabia Sidi · Lakhdar \| Localisation des gares de la wilaya de Aïn Defla |
| Arib Aïn Defla Aïn Torki Boumedfaa Cheikh · Ben Yahia El Amra El Attaf Hoceinia Khemis · Miliana Rouina Sidi · Bouabia Sidi · Lakhdar                                                        |

## Lignes ferroviaires dans la wilaya
La wilaya est traversée par la ligne d'Alger à Oran.